# Poles 1469
„Poles 1469” – piosenka amerykańskiego rapera Trippie Redda z gościnnym udziałem innego rapera 6ix9ine. Została wydana wraz z teledyskiem 27 kwietnia 2017 roku, jako drugi singel z jego debiutanckiego mixtape'u A Love Letter to You (2017). Piosenka została wyprodukowana przez Pi’erre Bourne.

## Odbiór krytyczny
Trevor Smith z HotNewHipHop uznał ten utwór za punkt kulminacyjny z A Love Letter To You i pochwalił wokal Trippie Redda, pisząc, że „jego słodki, jąkający się przekaz brzmi doskonale jak w domu w marzycielskich pejzażach dźwiękowych Pi'erre i stanowi wyraźny kontrast z ostrym wykonaniem Tekashiego”.

## Teledysk
Oficjalny teledysk został wydany 27 kwietnia 2017 roku. Akcja filmu rozgrywa się na pustyni.

## Pozycje na listach przebojów
| Lista (2017–18)                            | Pozycja |
| ------------------------------------------ | ------- |
| Bubbling Under Hot 100 Singles (Billboard) | 8       |
| US Hot R&B/Hip-Hop Songs (Billboard)       | 44      |

## Certyfikaty
| Kraj                  | Certyfikat | Ilość sprzedanych jednostek |
| --------------------- | ---------- | --------------------------- |
| Kanada (Music Canada) | Platyna    | 80,000                      |
| USA (RIAA)            | Platyna    | 1,000,000                   |